# فیمازارتان
فیمازارتان (انگلیسی: Fimasartan) یک آنتاگونیست گیرنده آنژیوتانسین II غیر پپتیدی (ARB) است که برای درمان فشار خون بالا و نارسایی قلبی استفاده می‌شود. این دارو از راه تجویز خوراکی، گیرنده آنژیوتانسین II نوع 1 (گیرنده‌های AT1) را مسدود می‌کند، و اثرات آنژیوتانسین II برای افزایش فشار خون، مانند انقباض عروق سیستمیک و احتباس آب توسط کلیه‌ها را کاهش می‌دهد.